# Lavours
Lavours est une commune française, située dans le département de l'Ain en région Auvergne-Rhône-Alpes, particulière par son marais classé.
Les habitants de Lavours s'appellent les Lavortins.

## Géographie
Le marais de Lavours, départ au village de Ceyzérieu est un site classé comme site naturel de France ; 480 hectares sont classés réserve naturelle depuis 1984, avec des plantes rares, des amphibiens et  des reptiles. Également plus de 200 oiseaux et des mammifères. La découverte du marais est facilitée par la présence d'un sentier sur pilotis, long de 2 400 mètres et d'une maison du marais.
La commune est située dans la zone d'appellation contrôlée (AOC) des vins du Bugey.

### Climat
Pour des articles plus généraux, voir Climat d'Auvergne-Rhône-Alpes et Climat de l'Ain.
En 2010, le climat de la commune est de type climat des marges montargnardes, selon une étude du CNRS s'appuyant sur une série de données couvrant la période 1971-2000. En 2020, Météo-France publie une typologie des climats de la France métropolitaine dans laquelle la commune est exposée à un climat de montagne ou de marges de montagne et est dans la région climatique Alpes du nord, caractérisée par une pluviométrie annuelle de 1 200 à 1 500 mm, irrégulièrement répartie en été.
Pour la période 1971-2000, la température annuelle moyenne est de 11,5 °C, avec une amplitude thermique annuelle de 18,4 °C. Le cumul annuel moyen de précipitations est de 1 252 mm, avec 10 jours de précipitations en janvier et 8 jours en juillet. Pour la période 1991-2020, la température moyenne annuelle observée sur la station météorologique de Météo-France la plus proche, « Belley Man », sur la commune de Belley à 9 km à vol d'oiseau, est de 12,1 °C et le cumul annuel moyen de précipitations est de 1 099,8 mm,. Pour l'avenir, les paramètres climatiques de la commune estimés pour 2050 selon différents scénarios d'émission de gaz à effet de serre sont consultables sur un site dédié publié par Météo-France en novembre 2022.

## Urbanisme

### Typologie
Au 1er janvier 2024, Lavours est catégorisée commune rurale à habitat dispersé, selon la nouvelle grille communale de densité à 7 niveaux définie par l'Insee en 2022.
Elle est située hors unité urbaine. Par ailleurs la commune fait partie de l'aire d'attraction de Belley, dont elle est une commune de la couronne,. Cette aire, qui regroupe 31 communes, est catégorisée dans les aires de moins de 50 000 habitants,.

### Occupation des sols
L'occupation des sols de la commune, telle qu'elle ressort de la base de données européenne d’occupation biophysique des sols Corine Land Cover (CLC), est marquée par l'importance des forêts et milieux semi-naturels (36,1 % en 2018), en diminution par rapport à 1990 (39 %). La répartition détaillée en 2018 est la suivante : 
forêts (24,8 %), terres arables (22,3 %), zones agricoles hétérogènes (13,4 %), eaux continentales (12,2 %), milieux à végétation arbustive et/ou herbacée (11,3 %), zones humides intérieures (5,2 %), zones urbanisées (4,7 %), zones industrielles ou commerciales et réseaux de communication (3,7 %), espaces verts artificialisés, non agricoles (2,3 %).
L'évolution de l’occupation des sols de la commune et de ses infrastructures peut être observée sur les différentes représentations cartographiques du territoire : la carte de Cassini (XVIIIe siècle), la carte d'état-major (1820-1866) et les cartes ou photos aériennes de l'IGN pour la période actuelle (1950 à aujourd'hui).

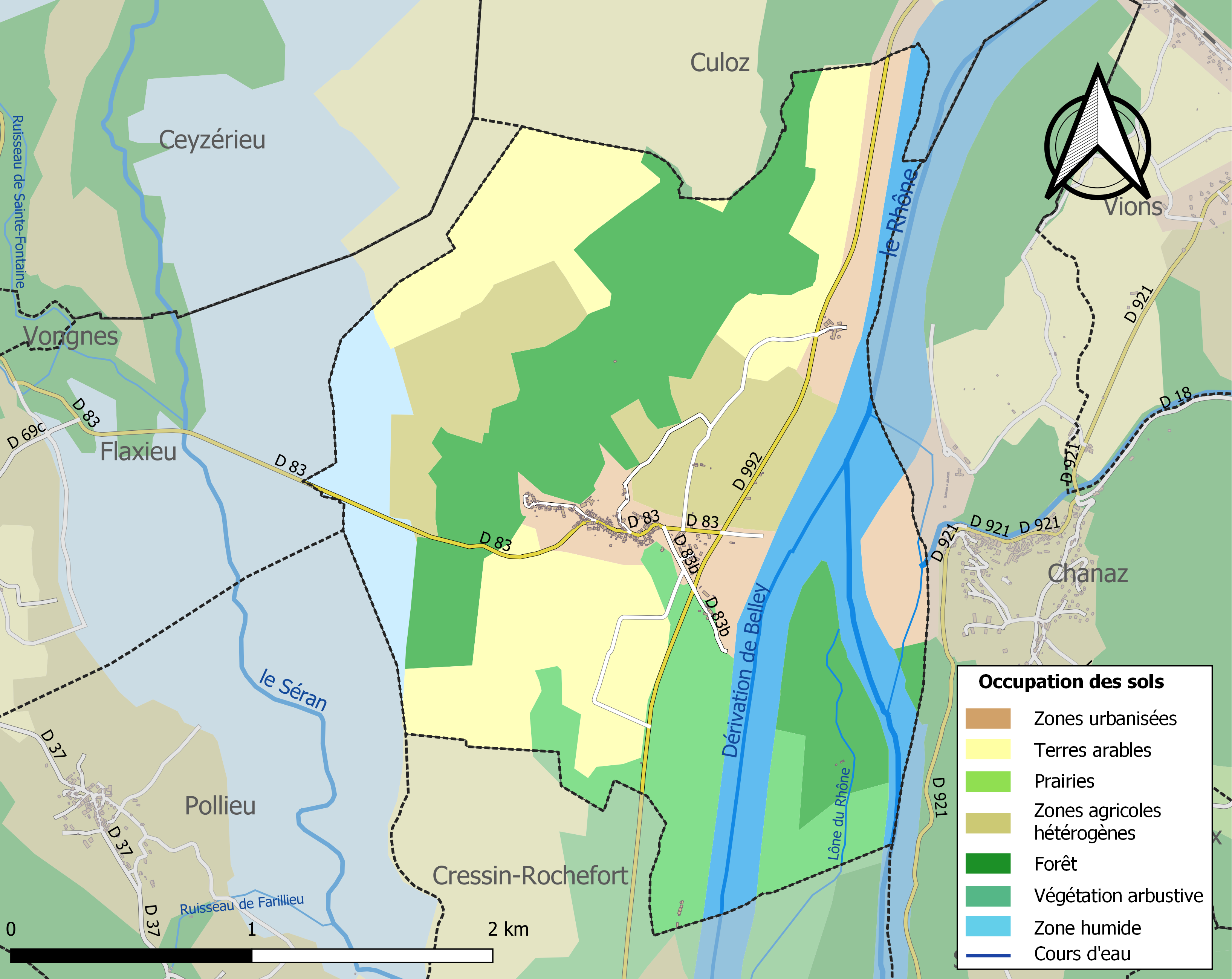
Carte des infrastructures et de l'occupation des sols de la commune en 2018 (CLC).

## Histoire
Des pierres épigraphiques proches du château de Lavours montrent l'origine romaine du village.
Parmi elles, une pierre taillée à l'époque moderne pour servir de bassin à une fontaine, portant des inscriptions latines qui remonteraient aux 1er ou 2em siècle, est appelée "lit du roi" car le corps de l'empereur Charles-le-Chauve aurait été déposé sur cette pierre (avant d'être taillée) . Le corps de Charles-le-Chauve, décédé au pied du Mont-Cenis à son retour d'expédition d'Italie, a été transporté d'Avrieux où il est mort à Nantua où il repose en passant certainement par Lavours où, pour se reposer, les porteurs l'ont posé sur la pierre en question, d'où son appellation de "lit du roi".

## Politique et administration

### Découpage territorial
La commune de Lavours est membre de la communauté de communes Bugey Sud, un établissement public de coopération intercommunale (EPCI) à fiscalité propre créé le 1er janvier 2014 dont le siège est à Belley. Ce dernier est par ailleurs membre d'autres groupements intercommunaux.
Sur le plan administratif, elle est rattachée à l'arrondissement de Belley, au département de l'Ain et à la région Auvergne-Rhône-Alpes. Sur le plan électoral, elle dépend du  canton de Belley pour l'élection des conseillers départementaux, depuis le redécoupage cantonal de 2014 entré en vigueur en 2015, et de la troisième circonscription de l'Ain  pour les élections législatives, depuis le dernier découpage électoral de 2010.

### Administration municipale
| Période                                  | Période   | Identité          | Étiquette | Qualité  |
| ---------------------------------------- | --------- | ----------------- | --------- | -------- |
| juin 1995                                | mars 2001 | René Dumont       |           |          |
| mars 2001                                | mars 2014 | Charles Develle   |           |          |
| mars 2014                                | 2020      | Daniel Waelput    |           |          |
| 2020                                     | En cours  | Chantal Casanovas | SE        | Retraité |
| Les données manquantes sont à compléter. |           |                   |           |          |

### Intercommunalité
La commune fait partie du syndicat mixte du bassin versant du Séran.

## Démographie
L'évolution du nombre d'habitants est connue à travers les recensements de la population effectués dans la commune depuis 1793. Pour les communes de moins de 10 000 habitants, une enquête de recensement portant sur toute la population est réalisée tous les cinq ans, les populations de référence des années intermédiaires étant quant à elles estimées par interpolation ou extrapolation. Pour la commune, le premier recensement exhaustif entrant dans le cadre du nouveau dispositif a été réalisé en 2005.
En 2022, la commune comptait 138 habitants, en évolution de +8,66 % par rapport à 2016 (Ain : +5,15 %, France hors Mayotte : +2,11 %).
| 1793 | 1800 | 1806 | 1821 | 1831 | 1836 | 1841 | 1846 | 1851 |
| ---- | ---- | ---- | ---- | ---- | ---- | ---- | ---- | ---- |
| 305  | 275  | 303  | 288  | 346  | 339  | 373  | 375  | 410  |

| 1856 | 1861 | 1866 | 1872 | 1876 | 1881 | 1886 | 1891 | 1896 |
| ---- | ---- | ---- | ---- | ---- | ---- | ---- | ---- | ---- |
| 379  | 352  | 347  | 331  | 356  | 324  | 310  | 297  | 297  |

| 1901 | 1906 | 1911 | 1921 | 1926 | 1931 | 1936 | 1946 | 1954 |
| ---- | ---- | ---- | ---- | ---- | ---- | ---- | ---- | ---- |
| 293  | 284  | 298  | 240  | 223  | 213  | 193  | 164  | 158  |

| 1962 | 1968 | 1975 | 1982 | 1990 | 1999 | 2005 | 2006 | 2010 |
| ---- | ---- | ---- | ---- | ---- | ---- | ---- | ---- | ---- |
| 126  | 147  | 142  | 144  | 108  | 117  | 126  | 124  | 148  |

| 2015 | 2020 | 2022 | - | - | - | - | - | - |
| ---- | ---- | ---- | - | - | - | - | - | - |
| 129  | 135  | 138  | - | - | - | - | - | - |

## Culture et patrimoine

### Lieux et monuments
- Château de Lavours, des XVe et XVIe siècles.
- Château de Beaulieu, du XVe siècle restauré.
- La maison Gallet fait l’objet d’une inscription au titre des monuments historiques depuis 1933[21].
- Le Lit-du-Roi, sarcophage gallo-romain.
- Église Saint-Pierre de Lavours.

### Zones naturelles protégées
- Le Haut-Rhône de la Chautagne aux chutes de Virignin, ZNIEFF de type I, classée Zone de Protection Spéciale, Natura 2000.
- Le marais de Lavours.